# Désiré de Clermont
 Désiré ou Désidérat (en latin Désideratus) était un homme d'église du haut Moyen Âge qui fut évêque de Clermont au VIIe siècle.
Il est reconnu comme saint par l'Église catholique romaine et l'Église orthodoxe qui le fêtent le 11 février.

## Biographie
On ne dispose que de très peu d'informations sur cet évêque. son épiscopat a probablement commencé en 594 pour se terminer en 615. On sait qu'il a été inhumé dans l'église de Saint-Allyre.

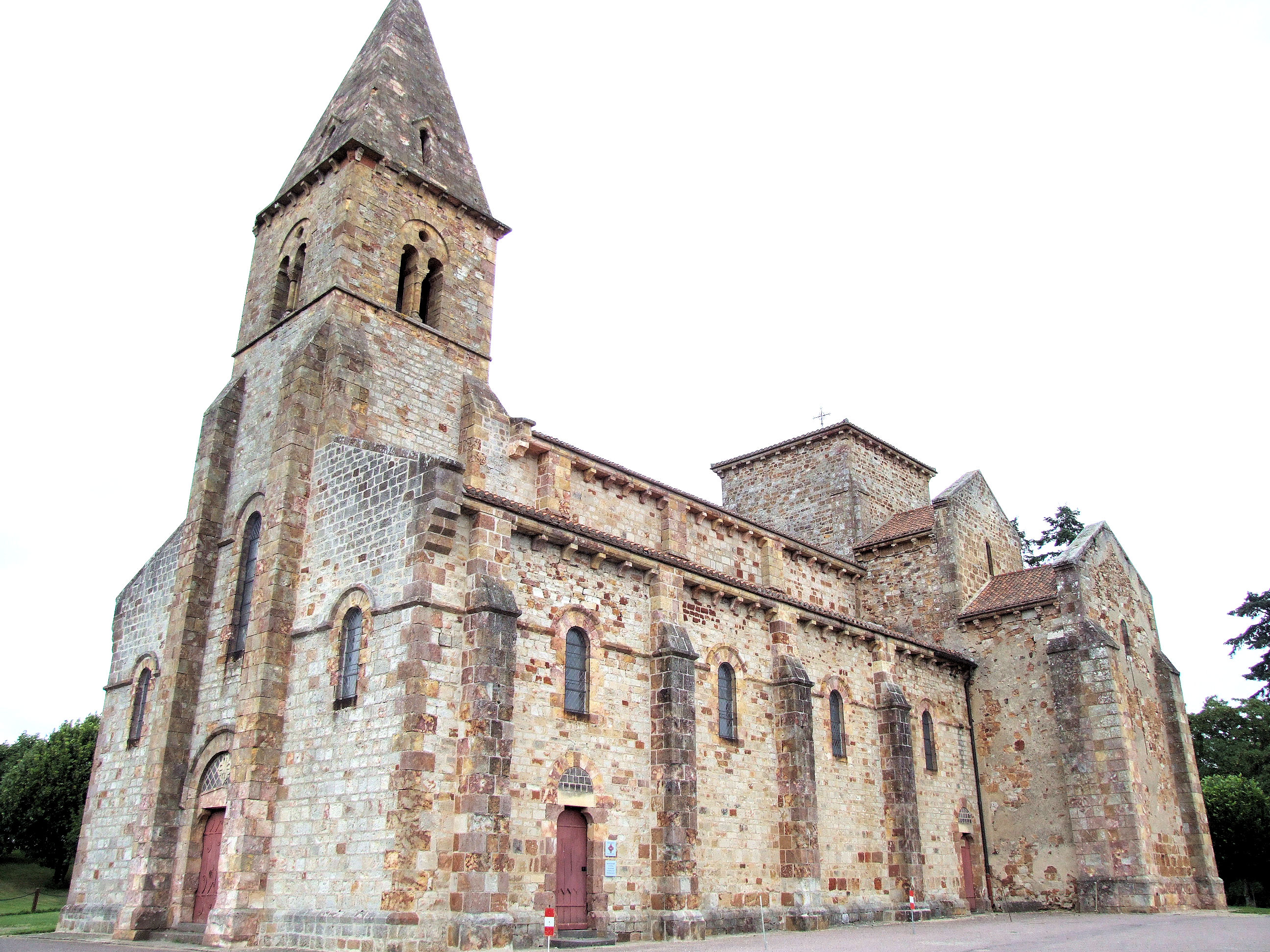
Église du village de saint Désiré dans l'Allier